# ناوچه فرانسوی دوپلکس
ناوچه فرانسوی دوپلکس (انگلیسی: French corvette Dupleix) یک ناوچه متعلق به نیروی دریایی فرانسه بود.

## بمباران شیمونوسکی
در طول بمباران و جنگ شیمونوسکی (۵ سپتامبر ۱۸۶۴)، دوپلکس دومین ناوچه در خط رزم‌ناوها، بین تاتارهای بریتانیایی و متالکروز هلندی بود. این کشتی ۴۱۱ گلوله شلیک کرد و ۲۲ گلوله توپ (هفت گلوله به بدنه و چهار گلوله زیر خط آب) به آن اصابت کرد. کشتی دو کشته و هشت زخمی داشت. در ۲۸ دسامبر ۱۸۶۴، دوپلکس به فرانسه بازگشت و در ۲۵ ژوئن ۱۸۶۵ از خدمت خارج شد. او در سال ۱۸۶۷ در شربورگ دوباره به خدمت گرفته شد و برای خدمت در «لشکر نیروی دریایی خاور دور» تحت فرماندهی دریاسالار گوستاو اوهیر، به آنجا اعزام شد. کشتی در فوریه ۱۸۶۸ به یوکوهاما رسید و بلافاصله درگیر وقایع جنگ بوشین شد.